# Gigantopora pupa
Gigantopora pupa är en mossdjursart som först beskrevs av Jullien 1903.  Gigantopora pupa ingår i släktet Gigantopora och familjen Gigantoporidae. Inga underarter finns listade i Catalogue of Life.